# Pier Antonio Quarantotti Gambini
Pier Antonio Quarantotti Gambini (Pisino, 23 de febrer del 1910 - Venècia, 22 d'abril del 1965) fou un escriptor i periodista italià, autor de novel·les, poesia i assajos.

## Biografia
Va cursar els seus estudis a Trieste, on va conèixer l'escriptor anglès Richard Hughes i el poeta italià Umberto Saba, amb qui va mantindre una llarga correspondència durant gairebé trenta anys. Va entrar en contacte amb el món cultural de Trieste, va conèixer, entre d'altres, Virgilio Giotti i Giani Stuparich, i va col·laborar amb diversos diaris. Es va llicenciar en Dret el 1937 i va obtindre els premis Bagutta (1947) i Puccini-Senigallia (1964).
Vinculat a la revista florentina Solaria (1926-1934), la qual reivindicà el valor d'Italo Svevo i difongué a Itàlia l'obra de Marcel Proust, James Joyce, Franz Kafka i T. S. Eliot, va participar dels debats literaris del Gabinetto Vieusseux (dirigit per Montale) i de les tertúlies del cafè Giubbe Rosse de Florència. Influït per la psicoanàlisi, va construir interessants relats sobre les pulsions, les passions encobertes i l'inconscient humans. La seua proposta literària va tindre com a focus la infantesa i la primera adolescència, la dimensió dramàtica de les quals va motivar el cicle format pel relat Le trincee (1942) i les novel·les Amore militare (1955) i Il cavallo Tripoli (1956).
Va rebre el Premi Bagutta per la seua obra més reeixida: L'onda dell'incrociatore (El deixant del creuer, 1947), intensa reconstrucció de l'ambient portuari de Trieste centrada en el personatge d'Ario, un modern Èdip. L'evolució de les passions d'aquest noi construeix un univers que té com a mecanisme central la memòria. El relat d'aquesta capacitat del passat d'ésser sempre una promesa incomplerta (quelcom tan estèticament delicat com dolorós) és un dels millors mèrits de l'art de narrar de Quarantotti.
La llarga novel·la La calda vita (1958), el títol de la qual és tret d'un vers de Saba, se centra en les figures de tres adolescents (una noia i dos nois) que viuen durant tres dies i quatre nits en una petita illa deserta. Finalment, cal recordar els llibres que reuneixen diversos escrits publicats en diaris i revistes: Sotto il cielo di Russia (1963) i Luce di Trieste (1964). També va escriure un llibre de poemes, Conte d'amor (1965), i un recull poètic, A sole e al vento (1970), el qual fou publicat amb càracter pòstum.
Altres narracions seues són I nostri simili (1932) i les novel·les La rosa rossa (1937) i I giochi di Norma (1964).